# Claus Dethloff
Claus Dethloff (* 24. September 1968 in Lübeck) ist ein ehemaliger deutscher Hammerwerfer.
Dethloff vertrat die Sportvereine MTV Lübeck (bis 1990), LG Frankfurt (1991), LG Bayer Leverkusen (1992 bis 1996) und TSV Bayer Leverkusen (1997 und 1998). Von 1988 bis 1996 trat er in elf Länderkämpfen für die Bundesrepublik Deutschland an, nachdem er zuvor bereits in sechs Junioren-Länderkämpfen geworfen hatte. Er wurde 1995 deutscher Meister, 1990 bis 1992 sowie 1994 war er jeweils Zweiter hinter Heinz Weis.
Seine persönliche Bestweite von 77,68 Meter warf er am 9. September 1994 in Lübeck. 
Sein Vater Volker Dethloff und sein Bruder Jörg Dethloff waren ebenfalls Hammerwerfer.
Seit 2021 ist er Vorsitzender des Kölner Leichtathletikvereins Cologne Athletics, der zu einem durch ihn initiierten Franchisesystem Germany Athletics gehört. Unter anderem mit Ablegern Düsseldorf Athletics, Frankfurt Athletics und weiteren geplanten Standorten in Deutschland.

## Leistungen im Einzelnen

### Start für Westdeutschland
- Junioreneuropameisterschaften 1987 in Birmingham, Vereinigtes Königreich 3. Platz (69,30 m)
- Europameisterschaften 1990 in Split, Jugoslawien 12. Platz (72,36 m)

### Start für Deutschland
- Weltmeisterschaften 1991 in Tokio, Japan 10. Platz (72,96 m)
- Olympische Sommerspiele 1992 in Barcelona, Spanien 14. Platz (73,64 m) in der Qualifikation
- Europameisterschaften 1994 in Helsinki, Finnland 19. Platz (72,08 m) in der Qualifikation
- Sommer-Universiade 1995 in Fukuoka, Japan 10. Platz (72,16 m)
- Weltmeisterschaften 1995 in Göteborg, Schweden 27. Platz (69,94 m) in der Qualifikation
- Olympische Sommerspiele 1996 in Atlanta, Vereinigte Staaten 14. Platz (74,60 m) in der Qualifikation